# تيم فلاورز
تيم فلاورز (بالإنجليزية: Tim Flowers) (مواليد 3 فبراير 1967) هو لاعب كرة قدم. يلعب مع منتخب إنجلترا لكرة القدم. سبق له أن لعب في كأس العالم لكرة القدم مع منتخب بلاده.

## روابط خارجية
- تيم فلاورز على موقع الاتحاد الدولي (مؤرشف)  (الإنجليزية)
- تيم فلاورز على موقع قاعدة بيانات كرة القدم.إي يو (الإنجليزية)
- تيم فلاورز على موقع بيانات كرة القدم. دي إي (الألمانية)
- تيم فلاورز على موقع ناشيونال فوتبول تيمز (الإنجليزية)
- تيم فلاورز على موقع Soccerbase.com (لاعب) (الإنجليزية)
- تيم فلاورز على موقع عالم كرة القدم.نت (الإنجليزية)
- تيم فلاورز على موقع كووورة